# 해리성 장애
해리성 장애(解離性障碍, dissociative disorders; DD)란 기억, 의식, 정체감, 환경에 대한 지각에 이상이 생기는 여러 정신장애이다. 기능의 일부가 일시적으로 또는 갑작스럽게 상실되거나 변화되는 것으로 생각할 수 있다.
스스로의 감각을 잃는 상태, 마치 캡슐 속에 있는 듯이 현실감이 없거나, 어느 시기의 기억이 전혀 없거나, 어느샌가 자신이 모르는 장소에 있는 일 따위가 일상적으로 일어나며, 생활 면에서의 다양한 차질을 빚는 상태를 가리킨다. 해리성 장애를 가진 사람은, 방어기제로 해리를 병리학적으로 비자발적으로 사용한다고 여겨진다.
미국정신의학협회의 《정신질환 진단 및 통계 편람》(DSM-5)에서는 해리증군(解離症群)으로 분류되어, 다음과 같이 들 수 있다.
- 해리성 기억상실(dissociative amnesia)
- 해리성 둔주(dissociative fugue)
- 해리성 정체성 장애(dissociative identity disorder, DID)
- 이인증성 장애(depersonalization disorder)
- 특정할 수 없는 해리성 질환

DSM과 함께 정신질환국제진단기준, 세계보건기구(WHO)의 ICD-10에서, 해리성 장애에 해당하는 것은 '해리성(전환성) 장애'지만, 명칭에서도 나타나듯이, 그 범위는 다르다.

## 정의
정신의학적 장애의 일종이다.

## 분류와 증상
'해리'는 누구에게도 나타날 수 있지만, 그 정도에 따라 치료가 필요한 장애로 여겨지기도 한다. 일례로 불행한 일을 당한 사람이 어지럼증을 일으키며 정신을 잃기도 하지만, 이것은 정상적인 범위에서의 해리이다. 더 나아가서 커다란 정신적 충격을 받거나 아이처럼 마음의 내성이 낮을 때, 한계를 넘는 고통이나 감정을 겪을 때 유체이탈이나 기억상실의 형태로 자신의 마음을 지키고자 방어기제로서 나타날 수도 있다. 이 역시 일상적이지는 않지만 장애는 아니다.
장애로 여겨지는 것은 다음과 같은 단계부터이다. 증상이 만성적이게 되고, 어릴적의, 사춘기의, 혹은 성인이 되고 나서의 무언가의 계기(trigger, 촉발요인)로 자기통제권을 잃고, 다른 형태의 고통을 낳거나, 사회생활을 하는 데 있어 지장까지 초래할 때에 해리성 장애라고 한다. 해리성 정체성 장애(이하 DID)는 그 가운데서도 가장 심한 것으로, 분리한 자신의 감정이나 기억이 이면에서 성장하여, 마치 그것이 하나의 인격과 같이 되어서 표면으로 나타나는 상태이다.

### 이인증성 장애 / 현실감상실
이인감(離人感, Depersonalization) 따위로 불리는 것은 누구나 일상적으로 느끼는 현상으로, 영화나 소설 따위에 집중하고 있을 때, 주위의 소리가 들리지 않는 일 같은 것이 알기 쉬운 예이다. 그러나, 정도가 심하고 만성적이면, 일상생활에 지장을 빚을 수 있기에, 장애로 본다.
해리성 장애와도 밀접한 관계에 있지만, 다른 질환에서도 이인감(離人感)은 나타난다. 따라서, 이인증성 장애라고 인정받을 조건으로는 다른 정신질환, 이를테면 조현병, 공황장애, 급성 스트레스 장애, 외상 후 스트레스 장애, 주요 우울증성 장애은 아닌 경우이다. 후술할 홈즈의 견해에서는 해리성 장애를 이격(離隔, detachment)과 구획화(區劃化, compartmentalization)의 두 가지로 나누는데, 여기서 이격이 이 이인증과 현실감상실이다.
DSM-IV-TR에서의 이인증성 장애에 대한 정의(定義)를 요약하면 다음과 같이 된다.
- 자신의 정신과정에서 벗어나거나 유체이탈하여, 마치 자신의 외부의 방관자인 듯이 (이를테면 꿈 속에 있는 듯이) 느끼는 것이 지속적으로 또는 반복적이다.[주 2]
- 이인(離人) 체험 동안, 현실검토능력은 정상적으로 지니고 있다.
- 그에 따라 본인이 현저하게 고통을 느끼고, 또는 사회적·직업적인 영역에서 차질을 빚고 있다.
- 약물이나 앞서 나온 정신질환 외의 생리학적 작용에 따른 것이 아니다.

### 해리성 기억상실 / 해리성 둔주
단순한 건망증으로는 설명할 수 없을 정도로, 과거의 한 시기의 기억, 또는 모든 생활사(生活史)의 기억을 잃어버린 상태가 주된 증상이다. DSM-IV-TR에서는 해리성 기억상실(300.12)과 해리성 둔주(300.13)가 나뉘어 있지만, 2010년 공표의 DSM-5 개정안에서는 정리되어 해리성 기억상실로 되어 있다. 일반적으로, 해리성 기억상실은 과거의 한 시기의 기억을 잃어버리는 일이 많지만, 모든 생활사에 대한 기억을 잃는 일도 있다. 또한, 그러한 기억을 잃어버린 채 소위'증발'해버려서, 전혀 다른 장소에서 전혀 다른 인간으로 생활으로 시작하게 되는 경우가 발견된 적도 있다. 이것이 해리성 둔주이다. 발견된 장소의 차이에 따라 결정된다. DSM에서의 정의에는 상기(上記)된 것 외에도 두 가지 조건이 있다.
- 그에 따라 본인이 현저하게 고통을 느끼고, 또는 사회적·직업적인 영역에서 차질을 빚고 있다.
- 약물이나 다른 정신질환, 이를테면 외상 후 스트레스 장애나 급성 스트레스 장애로, 또는 해리성 정체성 장애나 신체화 장애가 아니며, 그 외의 생리학적 작용에 따른 것이 아니다.

더욱이, 해리성 정체성 장애에서는 이 해리성 기억상실이 주요한 조건으로 되어 있다. 해리성 기억상실이 확인되거나 분명하게 타인과 구별되는 다른 인격도 확인된다면 해리성 정체성 장애로 간주되며, 다른 인격을 치료자의 눈으로는 분명하게 확인할 수 없다면, 특정할 수 없는 해리성 장애 아니면 이 해리성 기억상실로 간주된다.

### 해리성 정체성 장애
명확히 구별할 수 있는 복수(複數)의 인격이 동일인에게 존재하고, 그들 복수의 인격이 교대로 본인의 행동을 지배한다. 해리성 기억상실도 같이 가지고 있는 경우가 많으며, 중증이 되면 인격이 바뀔 때마다, 본인에게 중요한 개인정보를 일상적으로 떠올리는 것이 불가능하며, 다른 인격의 기억을 떠올릴 수 없기에 괴로워한다. 혹은, 다른 인격은 존재하지만, 각각의 인격으로 존재하는 동안의 기억 호환성에는 거의 지장이 없고, 다른 인격끼리의 호환이나 병립·대립, 내면에서 다른 인격의 목소리가 들리는 것, 다른 인격의 행동의 방관하는 것 등, 그들의 부조화와 제어에 시달리고 있는 경우도 있다.
기억에 대해서는 과거의 중요한 정보의 일부가 누락되어 있는 사람도 있다. 그 정보는, 본인에게 있어서는 잊고 싶을 만큼 괴로운 과거나, 인격이 해리하기에 이른 원인이 어느 시기의 기억인 케이스가 대부분이다. 임상례에서는 일상적으로 기억상실이 현저한 중증자보다도 후자의 정체성 혼란을 자각하는 중경증자가 수적(數的)으로는 대부분을 차지한다. 중경증자는 일상적인 기억에는 문제가 없기 때문에, 이상하다고는 생각하면서도, 긴 시간 동안 그것이 질환이라고 깨닫지 못한 사람도 적지는 않다. 다른 인격에는 본인이 갈망하는, 자유분방함이나 강함, 어리광 부릴 수 있는 존재를 대리할 자가 주를 이룬 것이 특징으로, 그 때문에 유아나 이성의 다른 인격도 자주 보여진다.
하지만 DSM-IV-TR에서는 '중요한 개인적인 정보의 상기불능'이 요건이기에, 그것을 엄밀히 적용하면, 앞서 나온 중경증자(重輕症者)의 대부분은 '특정할 수 없는 해리성 장애'로 분류되게 되지만, 그 치료법에 차이는 없다.

### 특정할 수 없는 해리성 장애
해리성 장애이기는 하지만, 해리성 기억상실, 해리성 둔주, 이인증성 장애, 해리성 정체성 장애 따위의 기준을 만족하지 않는 증례(症例)를 위한 분류이다. 그 중에는 해리성 정체성 장애와 거의 다를 것이 없는 것도 포함된다.

#### 1항. 해리성 정체성 장애에 유사한 것
해리성 정체성 장애에 흡사하나, 그 진단기준의 일부를 만족하지 않는 특정불능의 해리성 장애를 가리킨다. 치료는 해리성 정체성 장애와 같으며, 어디까지를 특정할 수 없는 정체성 장애로 치고, 어디부터를 해리성 정체성 장애로 여길지는, 실제로는 치료자에 따라 달라진다.
해리성 정체성 장애에는 포함하지 않고, 특정할 수 없는 해리성 장애로 보는 예(例)로는, '두 개 또는 그 이상의, 분명하게 타인과 구별되는 인격상태가 존재하지 않는다.' 또는, '중요한 개인적 정보에 관한 기억상실이 생기지 않는다.'의 두 가지이다. 후자는 해리성 정체성 장애의 정의(定義)인 '중요한 개인적 정보를 떠올려낼 수 없으며, 일반적인 건망증으로는 설명할 수 없을 만큼 강하다'는 부분을 만족하지 않는다는 것이다. 주인격(主人格)과 교대인격(交代人格)이 기억을 공유하고 있는 경우, '중요한 개인적 정보를 떠올려낼 수 없음'에 해당하지 않으며, 따라서 해리성 정체성 장애가 아니라는 것이 된다.

#### 4항. 해리성 트랜스 장애
특정 지역 또는 문화 고유의 장애로, 정체성(인격)의 감각이 소실하는, 신변상황의 인식이 협소화하는 등, 의식상태가 일과성(一過性)으로 변화한다. 이인증상으로 고통을 겪으며, 사회기능에 장해를 일으킨다. 신병(神病) 따위도 해리성 트랜스의 일종으로 간주되지만, 그 나라·사회의 문화에 얽혀 있다면 치료의 대상, 즉 장애라고는 할 수 없다.
ICD-11에서는 트랜스 장애, 트랜스 및 빙의 장애로 질병명을 분리하였다.

#### 6항. 간저증후군
애매한 응답이나 전후의 문맥과 관계가 없는 요점에서 벗어난 말을 하기도 한다. 유치소·형무소 같은 폐쇄적 환경 속에서 발증하는 일이 많으며, '구금반응'의 일종으로 간주된다.

#### 그 외의
앞서 서술한 것 외에, 특정할 수 없는 해리성 장애에는 현재 다음과 같은 것도 포함되어 있지만, 2항은 이미 보았듯이, DSM-5에서는 이인증성 장애에 포함될 가능성이 높다.
- 2항. 이인증을 수반하지 않는 현실감상실
- 3항. 세뇌를 받은 자에게 일어나는 해리성 장애
- 5항. 신체질환과 관계 없는 의식의 소실, 혼미, 혼수 따위

## 통계
시바야마 마사토시는 2012년의 저서에서, 해리성 장애 가운데 해리성 정체성 장애는 약 30%, 이인증성 장애가 약 10%, 해리성 기억상실·둔주는 약 5%, 나머지 55%가 특정할 수 없는 해리성 장애로 분류된다고 밝혔지만, 집계범위에 따라 꽤 변동한다.

북미에서의 관심이 해리성 정체성 장애에 집중되어 있기 때문에, 해리성 장애 내의 각 하위장애의 비율에 관하여 정리된 통계는 좀처럼 찾아볼 수 없지만, 다음의 보고가 있다. 그리고, 해리성 정체성 장애를 DID, 특정할 수 없는 해리성 장애를 특정불능, 해리성 기억상실을 건망, 이인증성 장애는 이인이라고 적는다.

1. 미국 1993년 Saxe 外의 보고
15건 가운데, DID 27% (4건), 특정불능 60% (9건), 건망 13% (2건)
2. 미국 2006년 Foote 外의 보고
24건 가운데, DID 21% (5건), 특정불능 29% (7건), 건망 33% (8건), 이인17% (4건)

일본 2006년 시바야마(柴山)의 보고
53건 가운데, DID 17% (9건), 특정불능 68% (36건), 건망 4% (2건), 이인11% (6건)
1. 독일 2001년의 보고
8건 가운데、DID 13% (1건), 특정불능 38% (3건), 건망 38% (3건), 이인13% (1건)
2. 터키 2003년의 보고
18건 가운데, DID 50% (9건), 특정불능 44% (8건), 건망 6% (1건)
3. 터키 2007년의 보고
15건 가운데, DID 40% (6건), 특정불능 40% (6건), 건망 20% (3건)

이상 133건 합계, DID 26% (34건), 특정불능 52% (69건), 건망 14% (19건), 이인 11% (11건)

각각 샘플 수가 적기 때문에 비율이 불균형하다. 또한, 몇 건의 보고를 끌어다쓴 것에 지나지 않으며, 합계하는 의미도 거의 없지만, 어찌됐든, 해리성 장애의 '그 외'에 상당하는 특정할 수 없는 해리성 장애가 전체의 절반 이상을 차지해버린다. 특정할 수 없는 해리성 장애에는, 해리성 정체성 장애와 닮아 있으면서도 기준을 미달하는 것이 큰 부분을 점유하고 있다.

## ICD10의 해리성(전환성) 장애
ICD10에서의 해리성(전환성) 장애의 정의, 혹은 주제는 '과거의 기억, 정체성과 직접적 감각, 및 신체운동의 제어 사이에서의 정상적인 통합을 부분적, 혹은 완전히 잃은 것'으로 여겨진다.
ICD10에서는 '히스테리'라는 용어를 사용하지 않는다. 하지만, 이전에 히스테리라고 불렸던 장애는 해리성의 타입도 전환성의 타입도 '해리(Dissociative)'라는 개념으로 모아져 있다. DSM-IV-TR에서는 그것들은 신체화성 장애에 포함돼, ICD10에도 신체화성 장애(F45)라는 구분은 있다. 그러나 그쪽이 아닌'해리'에 포함된 이유로는, ICD10에서는 해리성의 타입도 전환성의 타입도 환자도 대부분의 특징을 공유하고 있는 일, 한 명의 환자가 가끔, 동시에, 혹은 다른 시기에 다른 한 쪽의 증상도 나타내는 일이 있기 때문이다. 나아가, 전환성의 타입에 DSM-IV-TR라면 신체화성 장애 가운데서 전환성 장애에 포함되는 것은, 해리성 운동장애(F44.4), 해리성 경련(F44.5), 해리성 지각마비 및 감각탈실(F44.4)이다.
그 한 편에서 이인증상과 현실감상실은 ICD10에서는 포함되지 않는다. 그 이유로는, 인격적 정체성의 제한된 측면밖에 평소에는 장애되지 않고, 감각, 기억, 운동의 수행에 관한 손실은 없기 때문이다.
해리성 정체성 장애는 다중인격장애라는 명칭으로 'F448 그 외의 해리성(전환성) 장애' 밑에 놓여져, 다소 회의적인 코멘트가 붙여져 있다. 이하에 ICD10의 해리성(전환성) 장애의 범위를 적는다.
- F44.0 해리성 기억상실
- F44.1 해리성 둔주
- F44.2 해리성 혼미
- F44.3 트랜스(trance) 및 빙의 장애
- F44.4 해리성 운동장애
- F44.5 해리성 경련
- F44.6 해리성 지각마비 및 감각탈실
- F44.7 혼합성 해리성(전환성) 장애
- F44.8 그 외의 해리성(전환성) 장애
  - F44.80 간저증후근
  - F44.81 다중인격장애
  - F44.82 소아기 또는 청년기에 보여지는 일과성 해리성(전환성) 장애
  - F44.83 그 외의 특정 해리성(전환성) 장애
- F44.9 특정할 수 없는 해리성(전환성) 장애

## 해리의 요인
생리학적 장애가 아닌 심인성의 장애이다. 심인성의 장애의 인과관계는 외과나 내과처럼 명확히 해명된 바는 없으며, 시대에 따라 사람에 따라 견해는 통일되어 있지 않다. 치료의 방향성은 어느 정도는 보여오고는 있지만 최종적으로는 시행착오이다. 오히려 다인성으로 여겨져, 혹은 사람마다 다르다고 여기는 편이 실정에 잘 맞으며, 이하도 어디까지나 일반적인 이해의 모음에 그친다.

### 스트레스 요인
해리성 장애를 발증하는 사람의 대부분이 유아기부터 아동기에 강한 정신적 스트레스를 받았다고 판단된다. 그 스트레스 요인으로 일반에 알려진 것은,
1. 학교나 형제 사이의 따돌림 따위,
2. 부모 등이 정신적으로 아이를 지배하고 있어서 자유로운 자기표현이 불가능한 것 등의 인간관계의 스트레스,
3. 방임,
4. 가족이나 주위에서의 정서적·신체적 학대·성적 학대,
5. 살상사건이나 교통사고 따위를 가까이서 본 충격이나 가족의 죽음 따위이다.[주 5]

### 애착과의 관계
유아기의 생육환경을 애착(attachment)와 해리성 장애의 관계도 지적받고 있다.
애착이론의 입장에서는, 통합된 자아는 그 아이가 성장하는 과정에서 획득되는 것이며, 그 과정이 양육상황에 따라 돈좌(頓挫)하는 것이 해리, 혹은 해리성 장애의 전제가 되는 최약성이라고 하는 이해이다. 지오바니 리오티(Liotti.G.)는 깊은 슬픔을 가진 해리성 장애의 환자에 대하여, 치료자가 공감적 이해를 제공하는 것으로, 그 치료관계 속에서 환자의 애착 시스템이 활성화되어, 안정형(B타입)의 애착을 경험하기 시작한다. 또한, 환자는 탈가치화(脱價値化)나 자타(自他)에게의 공격이라는 것의 배경에는 다른 사람에게 이해받고 싶다는, 괴로움을 치유해주기를 바란다는 동기가 존재하고 있는 것을 이해하게 된다.

### 트랜스 및 빙의 장애
문화적으로 요인에 의한 최면상태로 보고 있으며, 과거의 외상력과 삽화 발생 직전에 상당한 수준의 스트레스 요인이 확인되었다.

## 해리의 다양한 단면

### 스타인버그의 5개 중핵증상
스타인버그(Steinberg.M )는 해리성 장애의 진단과 평가에는, 건망, 이인, 소격(현실감 상실, derealization), 정체성 혼란, 정체성 변용(變容)의 5개 가운데 중핵증상(中核症狀)이 중요하다고 하며, 특히 건망을 해리성 장애의 기본으로 중시하고 있다. 이인이란, 자아에서의 이격(離隔)의 감각이다. 한편 소격(疎隔)이란, 대상·세계에 대한 현실감이 없어지며, 뿌연 유리를 통해 보고 있는 듯한 감각이다.
건망, 이인, 소격(현실감상실)은 자신의 기억이 일관되지 않고, 자신의 몸이 자신의 것이라고 느껴지지 않으며, 자신이 자신이라는 감각, 즉 자기동일성이 불확실해진다. '정체성 혼란'은 '자아동일성이나 자기의식에 관한 불확실, 곤혹, 갈등 따위의 감각'. '정체성 변용'을 '타인이 자신의 행동 패턴의 변화를 눈치챌 수 있게 되는 환자의 사회적 역할의 변화'로 간주한다. 구체적으로는, 다른 이름을 댄다거나, 몰랐던 악기를 연주한다거나, 구매한 기억이 없는 물건이 자신의 방에 있다거나 하는 경우가 있다. 이것은 해리성 정체성 장애를 의심할 수 있는 가장 큰 에피소드이다.
스타인버그는 이 다섯 축에서 후술할 구조화 면접(構造化面接) SCID-D을 작성했다. 이 평가를 각 해리성 장에에 맞춰끼우면, 해리성 기억상실 장애에서 '건망'은 중증(重症)이지만, 다른 것은 경증(輕症), '정체성 혼란'은 거의 없다. 해리성 둔주 장애는 '건망'이 중증, '이인증''현실감상실'은 경증으로, '정체성 변용''정체성 혼란'은 중증보다 약간 떨어진 정도. 해리성 정체성 잔애는 전체적으로 중증이지만, '건망''이인증''현실감상실'이 약간 약하다. 특정할 수 없는 해리성 장애는 해리성 정체성 장애보다도 약간 떨어지지만, 중등증(中等症)보다는 위에 자리잡는다.

### 홈즈의 '이격'과 '구획화'
홈즈(Holmes, E.A.) 등은 2005년에 해리의 증후를 크게 '이격(離隔, detachment)'과 '구획화(區劃化, compartmentalization)'로 정리했다. 여기서의 '이격'은 의식변용이다.
이격(離隔, detachment)은 감각의 마비, 소격증상(현실감상실), 이인증상, 유체이탈 체험, 자기상 환시(自己像幻視, autoscopy) 따위를 포함한다.
- 분리되는 것이 몸일 경우에는 '자신의 몸이 자신의 것이 아닌 듯한' 느낌이며, 가장 현저한 것은 유체이탈 체험이다.
- 분리되는 것이 자신일 경우에는 '자신이 하고 있는 것이, 자신이 하고 있다는 느낌이 들지 않는다', '자신을 타인처럼 관찰하고 있다'라는 이인증.
- 분리되는 것이 세계일 경우에는 '사물을 보고 있어도 그것이 그곳에 있다는 느낌이 들지 않는다', '주변이 보이지 않는 막(膜)으로 막혀 있는 것 같다'는 소격(疎隔)이 생긴다.

구획화(區劃化, compartmentalization)는 전환증상, 수면현상, 트랜스 상태, 건망(健忘), 교대인격, 위환각(僞幻覺)이다.
- 정의(定義)는 평소라면 참조가능한 정보를 의식을 다룰 수 없게 되어, 그렇기 때문에 수의적인 행동을 제어할 수 없게 된다고 한다.

홈즈(Holmes, E.A.) 등은 이격과 구획화로 분류된 증상이 한 명의 환자에게 보여지는 것은, ASD, PTSD의 경우를 빼면 그다지 많지는 않고, 상호 간에 관계는 인정되지만 독립된 병태(病態)라고 간주하지만, 이에 대한 이의도 있다.

### 시바야마 마사토시의 공간적 변용과 시간적 변용
시바야마 마사토시는 '공간적 변용'과 '시간적 변용'이라는 개념에서 해리를 파악하려고 하고 있다.
- 공간적 변용이란 간단히 말하면 어느 한 시점에서, 혼자 있을 터인 자신이, 보는 쪽과 보여지는 쪽으로 나뉘어버리는 것이다.> 어렵게 말하면, 대상관계의 변용이며 '이인·소격''기척 과민증상''대인 과민증상''체외 과민증상''자기상 환시화' 따위이며, 스스로와 스스로, 자신과 타인이라는 공간적 관계의 변용(變容)이다. 어느 면에서는 '이격(離隔)'이라고도 할 수 있지만, 일반적인 '이격'의 개념에서 비어져 나와 있기 때문에, 시바야마는 그것을 공간적 변용이라고 부른다. '기척 과민반응''대인 과민반응' 등은 홈즈(Holmes, E.A.) 外의 '이격'과 '구획화'의 2분류에서는 다루어지지 않지만, 시바야마는 해리의 구조 근연의 증상으로 중시하고 있다.
- 시간적 변용이란 이것도 간단히 말하면 시간의 흐름 속에서 기억이 도중에 끊겨버리는 것, 또는 '자신'이 갈아들어가져버리는 것이다. 어렵게 말하면, 시간적 흐름에 있어서 의식상태의 돌연단절과 교대를 가리킨다. '건망''둔주''교대인격''전환증상' 등, 주로 의식상태를 구성하고 있는 기억이나 정체성의 변용이다.

공간적 변용과 시간적 변용은 이른바 세로축과 가로축이다. 어느쪽이 그다지 표면에 나타나지 않으면, 이격(detachment)과 구획화(compartmentalization)라는 독립된 병태(病態)와 같게도 해석될 수 있지만, 그러나 이 저서에서는 2개는 대부분의 발증 사례에서 복합적으로 나타나는 것으로 간주된다. 그리고 양자에 공통하는 것에 '몽롱상태'를 제시한다.
시바야마의 또다른 키워드는 '존재자로서의 나'와 '관찰자로서의 나'이다.
- '관찰자로서의 나'에 있어서는 현실은 남일, 도피, 이완, 공허한 느낌을 가진다.
- '존재자로서의 나'는 당사자성, 도피불능, 긴장, 충만을 특징으로 한다.

난폭하게 말하면, 겉에서는 알 수 없는 해리의 시작이라고 생각하면 전체의 관계를 알기 쉬워진다. 의식이 '관찰자로서의 나', 즉 '보고 있는 나'일 때에는, '이격'이라고도 할 수 있지만, 의식이 '존재자로서의 나''보여지고 있는 나'일 때에는, '보고 있는 나'를 느끼고 '기척 과민증세'가 된다.
그리고 정상적인 해리에서 해리성 기억상실, 해리성 둔주, 특정할 수 없는 해리성 장애, 해리성 정체성 장애라는 연속체, 스펙트럼으로 다뤄질 수 없으며, 중핵(中核)으로 특정할 수 없는 해리성 장애를 두고, 해리성 기억상실, 둔주, 교대인격이라는 것은 오히려 특수한 예로 그 주변에 나타난다고 다루고 있다.

### 구조적 해리이론
진단기준에 포함되지 않는 해리이론으로 하트(Hart, V.D.) 外의 구조적 해리이론이 있다.

#### 인격부분으로서의 ANP와 EP
구조적 해리이론은 DSM-IV-TR에서 말하는 해리성 장애보다 넓은 범위, 외상성 정신장애 전체를 해리의 축으로 다루는 것이며, 단순형 PTSD나 경계선 인격장애까지도 범위에 포함되어 있다. 구조적 해리이론에서는 '인격''교대인격'을 'ANP'와 'EP'로 나누고 있다.
- ANP(마치 정상으로 보이는 인격부분: apparently normal parts of personality)는 일상생활을 해나가려고 하는 인격부분(personality parts)이다.
- EP(정동적 인격부분: emotional parts of personality)은 심적 외상을 받았을 때의 과민성, 도피, 투쟁 등과 관련된다.

#### 구조적 해리
구조적 해리(structural dissociation)는 ANP와 EP의 짜맞춤에 따라 세 가지로 분류된다. 그곳에서는 해리의 개념을 외상성 정신장애 전반으로 넓혔다.
- 제1차 구조적 해리(primary structural dissociation) - 단순형 PTSD나 해리성 장애의 단순형(이인증성 장애, 해리성 기억상실·둔주).
- 제2차 구조적 해리(secondary structural dissociation) - 복잡형 PTSD, 특정할 수 없는 해리성 장애, 경계선 인격장애.
- 제3차 구조적 해리(tertiary structural dissociation) - 해리성 정체성 장애

보통, 인간은 '지금 내가 이곳에 있다''내가 느낀다''나의 체험' 같은 식으로, '지금''나'와 같은 기준을 가지고 있다. 그러나 만성적인 외상(外傷) 체험 따위에 의해 심적 에너지(mental energy)가 손상되면, '지금''나'라는 기준이 희박해지고, '누구의 체험''지금이 언제인가'라는 '개인화(personification)'와 '현재화(presentification)'가 충분히 이루어지지 못하고, 반대로 '나'가 각각의 '체험'으로 분할되어버린다. 그리고 충동성이 늘고, 동시에 조건화된 공포증을 가진다. 충동성과 공포증에서 적응되지 않은 대체행위·보상행동(substitute action)을 행하며, 읻것이 정동(情動)의 폭발이나 플래쉬백, 과식증이나 자해행위 등으로 발전한다.

## 진단

### 감별질환
감별질환으로는 다음이 있다.
- 평범한 건망
- 인지증
- 섬망
- 기억상실성 장애
- 물질유발성의 기억상실
- 급성 스트레스 장애
- PTSD
- 정신병 에피소드
- 기분장애 에피소드
- 꾀병
- 정동증상(情動症狀)
- 강박성 장애

### 스크리닝 테스트
임상 현장에서 상시 쓰이고 있지는 않지만, 해리에는 여러 스크리닝 테스트가 있다. DES-T, DDIS나 SCID-D 따위의 구조화 면접, 진단 면접의 순으로 필요로 하는 시간이 길어지고 신뢰성도 늘어난다. 이곳에서 스크리닝하는 것은 정상 범위의 해리가 아닌, 해리성 장애의 스크리닝이다. 다만, 스크리닝 테스트에서 진단이 이루어지는 것은 아니다. 진단은 어디까지나 의사의 진단이며, 다른 질환으로 분류되는 일도 있다. 특히 DDIS나 SCID-D 따위의 구조화 면접은 정신과 입원 환자, 외래 환자 등에게의 해리성 장애 발증률 조사에서 주로 사용되는 도구이다.

#### DES-Taxon (DES-T)
1996년에 닐스 월러(Waller,N.G.)와 DES의 개발자 퍼트남(Putnam, F.W.)이 전술(前述)한대로 DES의 28항목에서 병적인 해리성 장애에 관한 3, 5, 7, 8, 12, 13, 22, 27의 여덟 항목으로 좁힌 것이다. 그 내용은 오카노 겐이치로의 저서, 및 퍼트남(Putnam, F.W.)의 저서에 있다. 월러가 Taxon(유형학적 모델) 쪽이 잘 맞아떨어진다며 연속체 모델의 DES에 의념을 표명한 것은 1995년이며, 그것이 퍼트남(Putnam, F.W.)의 병리 이해가 발달론(이산적 행동 모델)으로 기운 계기가 되었다. 'T'는 Taxon의 두문자이다. Taxon이란 유형학적 모델이며, 이것은 단순한 DES의 간이판이 아니다. DES은 정삼범위의 해리현성부터 정신병적인 해리현상까지 연속하고 있다는 입장이다. 그것에 대하여 DES-T는, 정상 해리와 병적 해리는 연속적이지 않고, 그 두 가지 유형이 존재한다, 따라서 정상범위의 해리도와 정신병적인 해리도의 평균을 잡아도 그다지 의미는 없다는 입장이다.
초기 버전에서는 DES와 마찬가지로 0%에서 100%까지의 11단계로 대답을 받아 평균을 내는 것이었지만, 월러(Waller,N.G.)와 로스(Ross,C.A.) 外의 1997년 논문에서 발표된 버전 업 판은 단순평균이 아닌, 로스(Ross,C.A.)가 모은 DES의 득점 패턴에서, 통계적으로 보텀 업하여 판정을 요구하는 것이다. 각각의 항목에 역치(閾値)를 설정해두고, 어느 항목에서 역치를 넘었는가, 그것은 무슨 항목인가, 등에 의해 해리성 장애의 추정확률을 통계 소프트인 SAS나 Excel로 계산한다.

#### DDIS
DDIS(Dissociative Disorders Interview Schedule - 해리성 장애 인터뷰 스케줄)
로스(Ross,C.A.)가 작성한 132항목의 인터뷰 양식으로, 대부분은 DSM 기준을 바꿔말한 질문이다. 두통 따위의 신체적 호소의 유무, 약물의존, 정신과 치료력, 우울증상, 슈나이더의 1급 증상, 몽유병이나 트랜스 체험, 아동학대 체험, 해리성 정체성 장애 특유의 증상, 초자연 체험 등, 해리성 장애군, 우울증, 신체화성 장애, 경계선 인격장애를 커버한다. 이에 '있다''없다''모른다' 중에서 하나를 고르는 면밀한 구조화 테스트이다. 일반적으로 30분에서 45분 정도 걸린다.
로스(Ross,C.A.)가 전술(前述)의 1991년 캐나다에서의 테스트 때, 일반인 1055명 가운데 454명에게 이 인터뷰 양식을 썼더니 11% 해리성 장애가 의심되었다고 한다. 1997년의 로스(Ross,C.A.)의 테스트에서는, 일반인 중에서 어떠한 해리성 장애를 가지는 자가 12%. 해리성 정체성 장애는 3%라는 것이 되었다. 정신과 환자만이 대상은 아니기에 비율로 보자면 너무 높지만, 그러나 스크리닝 테스트로서의 신뢰성은 높다.

#### SCID-D
SCID-D(Structured Clinical Intervier for DSM-IV Dissociative Disorders)
앞서 언급한 스타인버그(Steinberg, M.)이 1994년에 발표한 DSM-IV의 정의(定義)를 바탕으로 하는 해리성 장애를 위한 구조화 면접이다. 해리성 장애를 하나의 연속체, 스펙트럼으로 보고, 해리현상을 '기억상실''이인증''현실감상실''정체성 변용''정체성 혼란'이라는 5개의 중핵증상으로 갈라서 질문하고 평가한다. 250 이상의 항목이 있고, 두세 시간 걸리며, 면접자에게도 정식 훈련이 요구된다. 북미에서의 논문에서는 자주 쓰인다. 2000년의 DSM-IV-TR에 더해 개정한 것이 SCID-DR이다.

#### 각 검출방법의 신뢰성과 도구 사이의 일치율
로스(Ross,C.A.) 外의 논문에 따르면, 정신과 병원의 입원환자에 대한 DES-T, DDIS, SCID-D, 정신과 임상의(臨床醫)에 의한 진단 결과는 다음과 같다.
- 해리성 장애의 판정은 DDIS에서 40.8%, SCID-D에서 44.5%, 임상의(臨床醫)에서 28.0%。
- 해리성 정체성 장애의 판정은 DDIS에서 7.5%(DD의 18%), SCID-D에서 9.1%(DD의 16.6%), 임상의(臨床醫)에서 10.0%(DD의 35.7%).

해리성 장애 가운데, 해리성 정체성 장애와 특정할 수 없는 해리성 장애의 판정법 사이의 일치율(κ계수: kappa statistic)은 다음과 같이 되며, 완전히는 일치하지 않지만 충분히 높다.
- DDIS / DES-T는 0.81. SCID-D / DES-T는 0.76. DDIS / SCID-D는 0.74.
- DES-T / 임상의(臨床醫)는 0.74. DDIS / 임상의(臨床醫)는 0.71. SCID-D / 임상의(臨床醫)는 0.56.

해리성 기억상실 및 이인증성 장애의 판정에는 유효성을 실증할 수 없었다. 더욱이, 정신과 임상의에 의한 진단수는 다른 테스트 수보다 적다.

## 치료
치료 전의 평가는 다음 3단계부터이다.
1. 제1단계는 표준적인 임상 평가로, 일반적인 정신의학적 평가.
2. 제2단계는 심적 외상과 관련된 증상과 장애의 평가.
3. 제3단계는 인격구조와 인격기능, 그리고 현재 병력의 계통적 분석.

치료의 3단계는 다음과 같이 생각할 수 있다.
- 제1기, '안정화와 스킬 향상'
일상생활에서, 보다 효율적으로 활동할 수 있도록 하기 위해, ANP와 주된 EP의 심적 에너지를 높이고, 대체행위·보상행동을 적응된 행동으로 바꾸고, 옅어진 현실화, 자기자신의 존재감을 강하게 해가도록 서포트한다.
- 2기, '외상기억의 치료'
다양한 인격부분에서 보여지는 외상기억(外傷記憶)에 대한 공포증의 극복을 중심으로, 그에 따른 구조적 해리를 불필요하게 한다. '외상 후 스트레스 장애#치료'도 참조.
- 제3기, '인격의 통합과 재활'
통상 생활에 대한 공포증의 극복이며, 최종적으로는 친말함에 대한 공포증의 극복이 고비이며, 환자의 생활의 질을 높게 유지시키기 위해 불가결하다.

구조적 해리이론은 어디까지나 심적 외상을 중심으로 구성되어 있지만, 심적 외상, 또는 심적 내용 그 자체에 대결한다고 하기보다, 심적 에너지, 즉 마음의 적응능력을 높여가는, 개선해가는 방향을 중시한다. 그리고 이 접근법은 외상성 정신장애에 그치지 않고, 불안정한 가정환경이나, 감각과민 즉 회적 자극에 대한 취약성에서 만성적이자 결과적으로 심적 외상과 비슷한 상처를 받은 것으로 보이는 증상에 대해서도 유효성을 기대받고 있다.
또한, 어느 해리성 기억상실의 사례에서는, 약물요법과 카운슬링의 병용이 유효했다고 보고되고 있다. 게다가, 인지의 수정을 목적으로 한 행동제한요법의 유효성을 보고한 연구도 있다. 이인증상을 주로 한 해리성 장애의 증례보고에서는, 치료자나 지원자는 환자에게 있어서 '안전한 장소'라고 인식할 수 있도록 카운슬링하는 것에 더해, 환자의 일상생활에서 양호한 인간관계 구축과 행동범위의 확대를 서포트하는 것을 통해 호전되어 갔다.

## 같이 보기
- 해리
- 해리성 정체성 장애
- 조현병 - 해리성 장애와 혼동된다
- 아동 학대

### 내용주
1. ↑  ICD-10에서는 「다른 신경증성 장애」(F48) 속에 「이인·현실감상실증후군」(F48.1)로 분류되어 있지만, DSM-IV-TR에서의 정의란 뉘앙스가 다르며, DSM-IV-TR 해리성 장애에서의 이인증성 장애에는 해리 특유의 이인증의 구조가 있다 (시바야마 마사토시 「이인증」(離人症) 『精神科臨床リュミエール』 2009]] p.104).
2. ↑  DSM의 차기 개정안(DSM-5)에서는 A1 이인증과 A2 현실감상실로 나뉘어 있다.
3. ↑  차기 개정판(DSM-5)에서는 이들의 문제가 어떻게 결정지어지는지 불명이다.
4. ↑  퍼트남(Putnam,F.W.)도 「꽤 전문성을 갖추게 된 사람이라면, 자신이 얼마나 많은 것을 모르는지를 생생하게 의식할 것이다, …삶의 현실에서는 단순주의적인 치료 모델이 크게 도움이 되지 않는다.
5. ↑  『마음의 임상』(こころのりんしょう) 2009년 Q&A집 Q5 「해리성 장애는 어떠한 원인으로 일어난다고 생각하십니까?」 (p.215)에서는 (3)과 (4)를 합쳐 학대라고 정리하고 있지만, 이곳에서는 설명의 도합 상 2개를 나눈다.

### 참조주
1. ↑  B.J.Kaplan; V.A.Sadock (2016년 5월 31일), 《カプラン臨床精神医学テキスト DSM-5診断基準の臨床への展開》 3판, メディカルサイエンスインターナショナル, Chapt.6, 12, ISBN 978-4895928526
2. ↑  ジェフリー・スミス2005 p.310
3. ↑  (Pseudoseizures and dissociative disorders: a common mechanism involving traumatic experiences CYNTHIA L. HARDEN ,154p)https://www.seizure-journal.com/article/S1059-1311(97)80070-2/pdf
4. ↑  https://icd.who.int/browse11/l-m/en#/http%3a%2f%2fid.who.int%2ficd%2fentity%2f108180424
5. ↑  岡村毅、杉下和行、시바야마 마사토시「解離性障害の疫学と虐待の記憶」『こころのりんしょう』 2009 p.342 表1
6. ↑  Gast U; Rodewald F; Nickel V; Emrich HM (2001). “Prevalence of dissociative disorders among psychiatric inpatients in a German university clinic”. 《J. Nerv. Ment. Dis.》 189 (4): 249–57. PMID 11339321.
7. ↑  Ertan Tezcan. Dissociative disorders in turkish inpatients with conversion disorder Comprehensive Psychiatry Volume 44, Issue 4, July–August 2003, Pages 324–330
8. ↑  Vedat Sar, M.D Dissociative disorders in the psychiatric emergency ward General Hospital Psychiatry Volume 29, Issue 1, January–February 2007, Pages 45–50
9. ↑  ICD-10新訂版2005 p.162
10. ↑  細澤 仁 (2008), 《解離性障害の治療技法》, みすず書房, 35–40쪽
11. ↑  질병분류기호 [F44.3] 트랜스와 빙의증
12. ↑  빙의 장애로 진단된 입원환자들의 임상적 특성, Clinical characteristics of inpatients who were diagnosed as possession disorder, 한양대학교, 2013년
13. ↑  시바야마 마사토시 「離人症」 『精神科臨床リュミエール』 2009 p.106
14. ↑  大矢大 「解離性健忘と解離性遁走」 『精神科臨床リュミエール』 2009 pp.94-95
15. ↑  Steinberg M (2000). “Advances in the clinical assessment of dissociation: the SCID-D-R”. 《Bull Menninger Clin》 64 (2): 146–63. PMID 10842445.
16. ↑  Holmes EA; Brown RJ; Mansell W; Fearon RP; Hunter EC; Frasquilho F; Oakley DA (2005). “Are there two qualitatively distinct forms of dissociation? A review and some clinical implications”. 《Clin Psychol Rev》 25 (1): 1–23. doi:10.1016/j.cpr.2004.08.006. PMID 15596078.
17. ↑  岩井圭吾 「解離性障害の範囲と分類」 『精神科臨床リュミエール』 2009 pp.88-89
18. ↑  시바야마 마사토시 「離人症」 『精神科臨床リュミエール』 2009 p.105
19. ↑  岩井圭吾 「解離性障害の範囲と分類」 『精神科臨床リュミエール』 2009 pp.88-90
20. ↑  Haunted Self: Structural Dissociation And the Treatment of Chronic Traumatization (Norton Series on Interpersonal Neurobiology) Onno Van Der Hart、Ellert R. S. Nijenhuis、 Kathy Steele (2006/11/10)
21. ↑  岡村毅、杉下和行、시바야마 마사토시「解離性障害の疫学と虐待の記憶」『こころのりんしょう』 2009 p.341
22. ↑  田辺肇 「病的解離性のDES-Taxon簡易判定法」『こころのりんしょう』 2009 p.288
23. ↑  西村良二編; 樋口輝彦監修 (2006), 《解離性障害》, 新興医学出版社・新現代精神医学文庫, 36–37쪽
24. ↑  Colin A. Ross. Prevalence, Reliability and Validity of Dissociative Disorders in an Inpatient Setting. Journal of Trauma & Dissociation. Volume 3, Issue 1, 2002
25. ↑  野間俊一 「構造的解離理論」 『精神科臨床リュミエール』 2009 pp.77-78
26. ↑  ヴァンデアハート2006 pp.24-26
27. ↑  ヴァンデアハート2006 pp.26-29
28. ↑  野間俊一 「構造的解離理論」 『精神科臨床リュミエール』 2009 p.79
29. ↑  野間俊一 「構造的解離理論」 『精神科臨床リュミエール』 2009 p.80
30. ↑  加藤直子; 山岡昌之; 一條智康; 森下勇 (2003). “多彩な解離症状を呈した思春期女子の1症例”. 《心身医学》 43 (9): 609–615. doi:10.15064/jjpm.43.9_609. NAID 110001114570.
31. ↑  半田聡; 今井逸雄; 藤崎美久; 宮城島大; 篠田直之; 清水栄司; 伊豫雅臣 (2003년 8월 1일). “2. 解離性障害・転換性障害の入院治療 : 行動制限の視点から(第1061回千葉医学会例会・第20回千葉精神科集談会)”. 《千葉医学雑誌》 79 (4): 157. NAID 110004666385.
32. ↑  木原和子; 中田郁子; 松本亜紀; 渡邊元雄; 米田一志 (2016년 3월 31일). “離人症状を主訴とした解離性障害の1症例”. 《大阪府済生会中津病院年報》 26 (2): 213–217. NAID 120006209461.[깨진 링크(과거 내용 찾기)]

## 참고 문헌
- Putnam, Frank W. (1997) [1897], 《Dissociation in Children and Adolescents: Developmental Perspective, a A Developmental Approach》, Guilford Publications
- 와다 히데키 (1998), 《多重人格》 [다중인격] (일본어), 고단샤 겐다이신쇼
- Steinberg M (1995). 《Handbook for the Assessment of Dissociation: A Clinical Guide.》. American Psychiatric Press. |title=에 외부 링크가 있음 (도움말)
- 다카하시 사부로; 오노 유타카; 소메야 도시유키 (2003), 《DSM-IV-TR精神疾患の分類と診断の手引・新訂版》 [DSM-IV-TR 정신질환의 분류와 진단 안내 - 신개정판] (일본어), 이가쿠쇼인(医学書院)
- 도루 미치오; 나카네 요시부미; 고미야마 미노루; 오카자키 유지; 오쿠보 요시로 (2005년 11월), 《ICD-10 精神および行動の障害－臨床記述と診断ガイドライン (新訂版)》 (일본어), 이가쿠쇼인(医学書院)
- 제프리 M. 스미스「DID 치료의 이해」 (2006) [2005], 《다중인격자의 일기-극복의 기록》 (일본어), 세이도샤(青土社)
- Onno van der Hart; Ellert R.S. Nijenhuis; Kathy Steele (2011) [2006], 《구조적 해리 - 만성 외상의 이해와 치료-上권(기본개념편)》 (일본어), 세이와쇼텐(星和書店)
- 시바야마 마사토시 (2007), 《解離性障害―「うしろに誰かいる」の精神病理》 [해리성 장애―「뒤에 누군가가 있다」 정신병리] (일본어), 지쿠마신쇼(ちくま新書)
- 오카노 겐이치로 (2007), 《解離性障害―多重人格の理解と治療》 [해리성 장애―다중인격의 이해와 치료] (일본어), 이와테학술출판사(岩崎学術出版社)
- 오카노 겐이치로 (2009), 《新外傷性精神障害―トラウマ理論を越えて》 [신외상성 정신장애―트라우마 이론을 넘어서] (일본어), 이와테학술출판사
- 오카노 겐이치로 (2009), 《専門医のための精神科臨床リュミエール 20 解離性障害》 [전문의를 위한 정신과 임상 뤼미에르 20 해리성 장애] (일본어), 나카야마 쇼보(中山書房)
- 《精神療法（特集：解離とその治療）》 [정신요법 (특집: 해리와 그 치료)] (일본어), 第35巻 2号, 곤고출판(金剛出版), 2009
- “〈特集〉解離性障害” [〈특집〉해리성 장애]. 《こころのりんしょう a・la・carte》 (세이와 쇼텐(星和書店)) 28 (2). 2009.
- 오카노 겐이치로 (2010), 《わかりやすい「解離性障害」入門》 [알기 쉬운 「해리성 장애」 입문] (일본어), 세이와 쇼텐
- 시바야마 마사토시 (2010), 《解離の構造―私の変容と“むすび”の治療論》 [해리의 구조―나의 변용과 "매듭"의 치료론] (일본어), 이와테학술출판사
- 오카노 겐이치로 (2011), 《続解離性障害―脳と身体から見たメカニズムと治療》 [속해리성 장애―뇌와 신체를 통해 본 메카니즘과 치료] (일본어), 이와테학술출판사
- David Spiegel, M.D.;  외. (2011). 《Research Article: Dissociative Disorders in DSM-5》. Depression and Anxiet 28. Wiley-Liss, Inc. 824–852쪽. |title=에 외부 링크가 있음 (도움말)
- 시바야마 마사토시 (2012), 《解離性障害のことがよくわかる本 影の気配におびえる病》 [해리성 장애에 대하여 잘 알 수 있는 책　그림자의 기척에 겁먹는 병] (일본어), 고단샤
- 오카노 겐이치로 (2013), 《脳から見える心》 [뇌에서 보이는 마음] (일본어), 이와테학술출판사
- (머크 메뉴얼 MSD) https://www.msdmanuals.com/ko-kr/%ED%99%88/%EC%A0%95%EC%8B%A0-%EA%B1%B4%EA%B0%95-%EC%9E%A5%EC%95%A0/%ED%95%B4%EB%A6%AC-%EC%9E%A5%EC%95%A0/%ED%95%B4%EB%A6%AC%EC%84%B1-%EC%A0%95%EC%B2%B4-%EC%9E%A5%EC%95%A0